# Mutten
Mutten (en romanche Mut) era una comuna suiza del cantón de los Grisones, que estaba ubicada en el distrito de Albula, círculo de Alvaschein. Limitaba al norte con la comuna de Sils im Domleschg, al este con Vaz/Obervaz y Stierva, al sur con Stierva, y al oeste con Zillis-Reischen. En la actualidad forma parte de la comuna de Thusis que, a su vez, es parte de la nueva región de Viamala.